# 48-й Київський міжнародний кінофестиваль «Молодість»
48-й щорічний Київський міжнародний кінофестиваль «Молодість» проходив у Києві з 25 травня по 2 червня 2019 року. Фільмом відкриття фестивалю стане стрічка «Дехто любить гаряченьке» — реставрована версія класичної голлівудської комедії режисера Біллі Вайлдера «У джазі тільки дівчата», яка у 2019 році святкує 60-річчя.
Фестивальні події проходили у Культурному центрі «Кінотеатр „Київ“» та в офіційному кінотеатрі фестивалю «Баттерфляй DeLuxe».

## Перебіг фестивалю
24 квітня 2019 у великому конференц-залі готелю Aloft у Києві відбулася перша прес-конференція організаторів КМКФ «Молодість», на якій були оголошені перші фільми-учасники кількох основних програм фестивалю та його локації. Також під час прес-конференції було представлено основний імідж 48-го КМКФ «Молодість». Розробником постеру є офіційний креативний партнер фестивалю «TRUE ADVERTISING GROUP». Символ кінофестивалю «Молодість» — молодий олень на весняній галявині. Він нагадує про те, що відтепер кінофорум відбувається у теплу пору року.
3 травня 2019 КМКФ «Молодість» оголосив учасників наступного Boat Meeting — пітчингу художніх фільмів, який щорічно проходить у рамках фестивалю.
6 травня 2019 року були оголошені понад 40 фільмів міжнародного та 24 стрічки-учасниці національного конкурсу фестивалю.
10 травня 2019 «Молодість» оголосила фільми та склад журі конкурсної програми ЛГБТК-фільмів «Сонячний зайчик» та конкурсної програми кіно для підлітків Molodist Teen Screen. На фестивалі цього року вперше у позаконкурсній секції «Сонячного зайчика» буде представлена збірка короткометражного кіно. Крім того, фестиваль вшановує видатну американську режисерку українського походження Барбару Гаммер добіркою її видатних фільмів.
20 травня 2019 КМКФ «Молодість» оголосив членів журі у кожній конкурсній програмі та презентував офіційний тизер 48-го кінофестивалю, який складається з кадрів із програмних фільмів фестивалю, що супроводжуються піснею «Якби я була не я» української хіп-хоп виконавиці alyona alyona..
1 червня 2019 року в колонній залі Київської міської державної адміністрації відбулась офіційна церемонія нагородження 48-го Київського міжнародного кінофестивалю «Молодість».

## Журі

### Міжнародний конкурс
Наступні люди увійшли до складу журі Міжнародного конкурсу:
- Марія Разґуте — продюсерка,  Литва
- Сара Серайоко — акторка,  Італія
- Ірма Вітовська — акторка,  Україна
- Ніна Анджапарідзе — директорка Тбіліського Міжнародного кінофестивалю,  Грузія
- Світлана Уварова — доктор філософії, психоаналітик,  Україна

### Національний конкурс
Наступні люди увійшли до складу журі Національного конкурсу:
- Лео Соесанто — фестивальний програмер, кінокритик,  Франція
- Анастасія Буковська — продюсерка, режисерка,  Україна
- Роман Бондарчук — режисер,  Україна

### Molodist Teen Screen
Наступні люди увійшли до складу журі конкурсу «Молодість — дітям»:
- Єва Фісун
- Лотта Емілія Давиденко
- Даніїл Сауткін
- Варвара Кобзар
- Параскева Курочкіна
- Марк Іванов

### «Сонячний зайчик»
Наступні люди увійшли до складу журі ЛГБТ-конкурсу «Сонячний зайчик»:
- Пітер Дебрюж, кінокритик,  США
- Жуан Педру Родрігіш, режисер,  Португалія
- Жанна Кадирова, мисткиня,  Україна

### Екуменічне журі
Наступні люди увійшли до складу Екуменічного журі:
- Дітмар Адлер — пастор лютеранської церкви Бад-Мюндера,  Німеччина
- Лотар Штрюбер — католицький теолог,  Німеччина
- Ольга Кучерук — акторка, журналістка, радіоведуча,  Україна

### Міжнародна федерація кінопреси (ФІПРЕССІ)
Наступні люди увійшли до складу журі Міжнародної федерації кінопреси (ФІПРЕССІ):
- Клаус Едер — Генеральний секретар ФІПРЕССІ,  Німеччина
- Вера Ланґерова — кінокураторка, кінознавиця,  Словаччина
- Антон Філатов — редактор Cut Insight, член Української кіноакадемії,  Україна

## Конкурсна програма
| Лауреат Гран-прі «Скіфський олень» виділений окремим кольором. |

| Найкращий фільм виділений окремим кольором. |

### Міжнародний конкурс

#### Повнометражний конкурс
Наступні дебютні повнометражні ігрові фільми (тривалістю більше 60 хвилин) було відібрано до Міжнародного повнометражного конкурсу:
| Фільм                           | Оригінальна назва                  | Режисер(и)            | Країна(-и)              |
| ------------------------------- | ---------------------------------- | --------------------- | ----------------------- |
| Ґрета                           | Greta                              | Арманду Праса         | Бразилія                |
| Дикий                           | Sauvage                            | Каміль Відаль-Наке    | Франція                 |
| За що нам усе це?               | What Have We Done to Deserve This? | Ева Шпрайцгофер       | Австрія                 |
| Її робота                       | Her Job                            | Нікос Лабо            | Греція Франція Сербія   |
| Колібрі                         | House of Hummingbird               | Кім Бо-ра             | Південна Корея          |
| Ніна                            | Nina                               | Маріа Вінтер Олсен    | Данія Фарерські острови |
| Маленький товариш               | The Little Comrade                 | Моніка Сімец          | Естонія                 |
| Наступного дня як мене не стане | The Day After I'm Gone             | Німрод Ельдар         | Ізраїль Франція         |
| Подорож до материної кімнати    | Journey to a Mother's Room         | Селія Ріко Клавельїно | Іспанія                 |
| Руйнівниця системи              | System Crasher                     | Нора Фіншайт          | Німеччина               |
| Сусіди                          | Neighbors                          | Ґіґіша Абашидзе       | Грузія                  |
| Julia Blue                      | Julia Blue                         | Роксі Топорович       | США Україна             |

#### Короткометражний конкурс
Наступні дебютні короткометражні фільми (ігрові, документальні, анімаційні стрічки, зняті після кіношколи; тривалістю до 45 хвилин) було відібрано до Міжнародного короткометражного конкурсу:
| Фільм                    | Оригінальна/англійська назва | Режисер(и)                      | Країна(-и)      | Рік  | хв. |
| ------------------------ | ---------------------------- | ------------------------------- | --------------- | ---- | --- |
| Безумовна любов          | Unconditional Love           | Рафаль Лисак                    | Польща          | 2018 | 40′ |
| У полум'ї                | Catching Fire                | Мікаель Суає                    | Франція         | 2019 | 26′ |
| Місія «Прогулянка Джейн» | Operation Jane Walk          | Робін Кленґель, Леонард Мюллнер | Австрія         | 2018 | 16′ |
| Відрізати тінь           | Shadow Cut                   | Люсі Сюесс                      | Нова Зеландія   | 2018 | 14′ |
| Подруги                  | Girlfriends                  | Марі Давіньон                   | Канада          | 2018 | 19′ |
| Дорога до неї            | Road to Her                  | Чо Джихун                       | Південна Корея  | 2018 | 30′ |
| Люсія на роздоріжжі      | Lucia in Limbo               | Валентіна Морель                | Бельгія Франція | 2019 | 20′ |
| Кругообіг                | Circuit                      | Делія Гесс                      | Швейцарія       | 2018 | 8′  |
| Лауретта                 | Lauretta                     | Мате Браунер                    | Угорщина        | 2018 | 19′ |
| Літо і все інше          | The Summer and All the Rest  | Свен Брессер                    | Нідерланди      | 2018 | 18′ |
| 023_ҐРЕТА_С              | 023_GRETA_S                  | Анніка Бірґель                  | Німеччина       | 2018 | 12′ |
| Холодна літня ніч        | A Cold Summer Night          | Яш Савант                       | Індія           | 2018 | 21′ |
| Волелюбна Клод           | Claude on the Run            | Тома Бюїссон                    | Франція         | 2018 | 18′ |
| Вічність                 | Eternity                     | Анна Соболевська                | Україна         | 2018 | 24′ |

#### Студентський конкурс
Наступні студентські фільми (ігрові, документальні, анімаційні; тривалістю до 45 хвилин) було відібрано до Міжнародного студентського конкурсу:
| Фільм                                | Оригінальна/англійська назва                 | Режисер(и)            | Країна(-и)        | Рік  | хв. |
| ------------------------------------ | -------------------------------------------- | --------------------- | ----------------- | ---- | --- |
| Так і на землі                       | As It Is on Earth                            | П'єр Лоренцо Пізано   | Італія            | 2018 | 13′ |
| Юпітер!                              | Jupiter!                                     | Карлос Абаскаль Пейро | Франція           | 2018 | 28′ |
| Біль мій                             | Pain is Mine                                 | Фаршид Ахлаґі         | Австралія         | 2018 | 13′ |
| Прованс                              | Provence                                     | Като де Бук           | Бельгія           | 2018 | 22′ |
| Святий Міґель                        | San Miguel                                   | Кріс Ґріс             | США Мексика       | 2018 | 18′ |
| Гумовий дельфін                      | Rubber Dolphin                               | Орі Аарон             | Ізраїль           | 2018 | 28′ |
| Сестри Хараріху                      | The Jarariju Sisters                         | Хорхе Кадена          | Швейцарія         | 2018 | 21′ |
| Цукор і сіль                         | Sugar and Salt                               | Адам Мартінек         | Чехія             | 2018 | 19′ |
| Сірий бетон. Абстракція              | Concrete Grey Abstract                       | Енріке Ґрізі          | Бразилія          | 2018 | 11′ |
| Хлопець освідчується дівчині на горі | Guy Proposes to His Girlfriend on a Mountain | Бернгард Венґер       | Австрія Німеччина | 2019 | 13′ |
| Як запустити повітряного змія?       | How to Fly a Kite?                           | Лоранд Ґабор          | Румунія           | 2018 | 27′ |
| Літо електричного лева               | The Summer of the Electric Lion              | Дієґо Сепеде          | Чилі              | 2018 | 22′ |
| Збиті на дорозі                      | Roadkill                                     | Лешек Мозґа           | Велика Британія   | 2019 | 9′  |
| Людина з фотоапаратом                | Man with a Photo Camera                      | Віталій Кікоть        | Україна           | 2019 | 40’ |
| Квадратура круга                     | Squaring The Circle                          | Кароліна Спехт        | Польща            | 2018 | 5′  |

### Національний конкурс
Наступні українські короткометражні фільми (ігрові, документальні, анімаційні; тривалістю до 45 хвилин) було відібрано до Національного конкурсу:
| Фільм                                | Оригінальна назва                    | Режисер(и)               | Країна(-и)                      |
| ------------------------------------ | ------------------------------------ | ------------------------ | ------------------------------- |
| Анна                                 | Anna                                 | Декель Беренсон          | Україна Ізраїль Велика Британія |
| В радості, і тільки в радості        | В радості, і тільки в радості        | Марина Рощина            | Україна                         |
| Вічність                             | Вічність                             | Анна Соболевська         | Україна                         |
| Десь поряд. Історія однієї перерви   | Десь поряд. Історія однієї перерви   | Наталія Давиденко        | Україна                         |
| Звірі                                | Звірі                                | Роман Волосевич          | Україна                         |
| Знебарвлена (фільм знято з конкурсу) | Знебарвлена (фільм знято з конкурсу) | Марина Степанська        | Україна                         |
| Йоргос і Поля                        | Giorgos and Polya                    | Поліна Мошенська         | Україна Греція                  |
| Колір фасаду: синій                  | Колір фасаду: синій                  | Олексій Радинський       | Україна                         |
| Кохання                              | Кохання                              | Микита Лиськов           | Україна                         |
| Крокодил                             | Крокодил                             | Катерина Горностай       | Україна                         |
| Людина з фотоапаратом                | Людина з фотоапаратом                | Віталій Кікоть           | Україна                         |
| Марґо                                | Марґо                                | Анжеліка Устименко       | Україна                         |
| Молодий, але це минеться             | Молод, но это пройдет                | Настя Фещук              | Україна                         |
| Нормальна                            | Нормальна                            | Діана Горбань            | Україна                         |
| Петрівка-реквієм                     | Петрівка-реквієм                     | Катерина Возниця         | Україна                         |
| ПЖ                                   | ПЖ                                   | Ксенія Кравцова          | Україна                         |
| Понад Стіксом                        | Понад Стіксом                        | Марія Стоянова           | Україна                         |
| Психро                               | Психро                               | Олександр Фразе-Фразенко | Україна                         |
| Пуповина                             | Пуповина                             | Олександр Бубнов         | Україна                         |
| Син                                  | Син                                  | Мар'яна Бурима           | Україна                         |
| Тяжіння                              | Тяжіння                              | Денис Галушко            | Україна                         |
| Döner                                | Döner                                | Денис Сполітак           | Україна                         |
| FOMO                                 | FOMO                                 | Влад Красінський         | Україна                         |
| Mia Donna                            | Mia Donna                            | Павло Остріков           | Україна                         |

### Molodist Teen Screen
Наступні фільми було відібрано до конкурсу «Molodist Teen Screen»:
| Фільм                                                   | Оригінальна/англійська назва                            | Режисер(и)                                      | Країна(-и)                                                                  | Рік  |
| ------------------------------------------------------- | ------------------------------------------------------- | ----------------------------------------------- | --------------------------------------------------------------------------- | ---- |
| Пекельна Хоругва, або Різдво Козацьке (фільм відкриття) | Пекельна Хоругва, або Різдво Козацьке (фільм відкриття) | Міша Костров                                    | Україна                                                                     | 2019 |
| Бінті                                                   | Binti                                                   | Фредеріке Міґом                                 | Бельгія Нідерланди                                                          | 2019 |
| Мій дідусь упав з Марса                                 | My Grandpa is an Alien                                  | Дражен Жарковіч, Маріна Андре Шкоп              | Хорватія Люксембург Норвегія Чехія Словаччина Словенія Боснія і Герцеговина | 2019 |
| Рок-н-рольник Едді                                      | Rock'n'Roll Eddie                                       | Томаш Шафранський                               | Польща                                                                      | 2019 |
| Занадто далеко                                          | Too Far Away                                            | Сара Вінкенштетте                               | Німеччина                                                                   | 2019 |
| Моє незвичайне літо з Тесс                              | My extraordinary summer with Tess                       | Стівен Ваутерлоод                               | Нідерланди Німеччина                                                        | 2019 |
| Суне проти Суне                                         | Sune vs. Sune                                           | Джон Гольмберґ                                  | Швеція                                                                      | 2018 |
| Позаконкурсна програма                                  |                                                         |                                                 |                                                                             |      |
| Тіто і птахи                                            | Tito and the Birds                                      | Габріель Бітар, Ґуставу Стейнберґ, Андре Катото | Бразилія                                                                    | 2018 |

### «Сонячний зайчик»
Наступні повнометражні ігрові фільми було відібрано до Міжнародного повнометражного ЛГБТ-конкурсу «Сонячний зайчик»:
| Фільм                                       | Оригінальна/англійська назва                 | Режисер(и)                    | Країна(-и)               | Рік  |
| ------------------------------------------- | -------------------------------------------- | ----------------------------- | ------------------------ | ---- |
| Бар «Інферніньйо»                           | My Own Private Hell                          | Ґуту Паренте, Педру Діоженес  | Бразилія                 | 2018 |
| Блондин                                     | The Blond One                                | Марко Берґер                  | Аргентина                | 2018 |
| Ґрета                                       | Greta                                        | Арманду Праса                 | Бразилія                 | 2019 |
| Дикий                                       | Savage                                       | Каміль Відаль-Наке            | Франція                  | 2018 |
| Земля під ногами                            | The Ground Beneath My Feet                   | Марі Кройцер                  | Австрія                  | 2019 |
| Кенар                                       | Canary                                       | Крістіан Ольваґен             | ПАР                      | 2018 |
| Кілька розмов про дуже високу дівчину       | Several Conversations about a Very Tall Girl | Богдан Теодор Олтяну          | Румунія                  | 2018 |
| Креветки в паєтках (фільм відкриття)        | The Shiny Shrimps                            | Максім Ґовар, Седрік ле Ґалло | Франція                  | 2019 |
| М/М                                         | M/M                                          | Дрю Лінт                      | Німеччина Канада         | 2018 |
| Тремтіння                                   | Tremors                                      | Хайро Бустаманте              | Гватемала                | 2019 |
| Собака виє на місяць                        | A Dog Barking at the Moon                    | Сян Цзи                       | КНР Іспанія              | 2019 |
| Шалені ночі з Емілі                         | Wild Nights with Emily                       | Меделін Олнек                 | США                      | 2018 |
| Позаконкурсна програма                      |                                              |                               |                          |      |
| Віта і Вірджинія                            | Vita & Virginia                              | Чанія Баттон                  | Ірландія Велика Британія | 2018 |
| Євангеліє від Еуріки                        | The Gospel of Eureka                         | Майкл Пальмієрі, Донал Мошер  | США                      | 2018 |
| Мої тата, мої мами і я                      | My Dads, My Moms, and Me                     | Юлія Іванова                  | Канада                   | 2019 |
| Позаконкурсна короткометражна програма      |                                              |                               |                          |      |
| Мисливці на пташок                          | Wren Boys                                    | Гаррі Лайтон                  | Велика Британія          | 2018 |
| Оновлення                                   | Renovation                                   | Фабіу Леал                    | Бразилія                 | 2018 |
| П'ять русалок на Балканах                   | Five Mermaids in the Balkans                 | Ґрант Ґульчинський            | Велика Британія          | 2018 |
| Темінь                                      | Umbra                                        | Саїд Джафарян                 | Іран                     | 2018 |
| Темні серця                                 | Dark Hearts                                  | Марія Негаймер                | Німеччина                | 2018 |
| Три сантиметри                              | Three Centimetres                            | Лара Зейдан                   | Велика Британія Ліван    | 2018 |
| Шлюб                                        | Whole                                        | Слава Дойчева                 | Болгарія                 | 2018 |
| Барбара Гаммер. Вибране                     |                                              |                               |                          |      |
| Лесбі-тактики                               | Dyketactics                                  | Барбара Гаммер                | США                      | 1974 |
| Суперлесба                                  | Superdyke                                    | Барбара Гаммер                | США                      | 1975 |
| Множинний оргазм                            | Multiple Orgasm                              | Барбара Гаммер                | США                      | 1976 |
| Тебелачення «Ні! Ні! Шпок!»                 | No No Nooky TV                               | Барбара Гаммер                | США                      | 1987 |
| Моя бабуся: пошук українських ідентичностей | My Babushka: Searching Ukrainian Identities  | Барбара Гаммер                | США                      | 2001 |

## Позаконкурсна програма
| Програма                              | Фільм                                          | Оригінальна назва                                    | Режисер(и)                                            | Країна(-и)                                      | Рік  |
| ------------------------------------- | ---------------------------------------------- | ---------------------------------------------------- | ----------------------------------------------------- | ----------------------------------------------- | ---- |
| Фестиваль фестивалів                  | Пізно помирати замолоду                        | Too Late to Die Young                                | Домінґа Сотомайор                                     | Чилі Бразилія Аргентина Нідерланди Катар        | 2018 |
| Фестиваль фестивалів                  | Мені байдуже, якщо історія назве нас варварами | I Do Not Care If We Go Down in History as Barbarians | Раду Жуде                                             | Румунія                                         | 2018 |
| Фестиваль фестивалів                  | Сібель                                         | Sibel                                                | Ґійом Джованетті, Чала Зенджірджі                     | Туреччина Франція Німеччина Люксембург          | 2018 |
| Фестиваль фестивалів                  | Колір червоний                                 | Rojo                                                 | Бенхамін Найштат                                      | Аргентина Бразилія Франція Нідерланди Німеччина | 2018 |
| Фестиваль фестивалів                  | Теперішній. Доконаний.                         | Present.Perfect.                                     | Чжу Шенцзе                                            | КНР Гонконг США                                 | 2019 |
| Українські прем'єри                   | Рубіж. Грубешівська операція                   | Рубіж. Грубешівська операція                         | Олеся Моргунець-Ісаєнко                               | Україна                                         | 2019 |
| Українські прем'єри                   | Тут і Зараз                                    | Здесь и сейчас                                       | Олександр Шапіро                                      | Україна                                         | 2019 |
| Українські прем'єри                   | 365 днів, також відомі як рік                  | 365 Days, Also Known as a Year                       | Дмитро Бондарчук                                      | Україна                                         | 2019 |
| Українські прем'єри                   | Рушковці. Шлях Майстра                         | Рушковцы. Путь Мастера                               | Олександр Парфьонов                                   | Україна                                         | 2019 |
| Скандинавська панорама                |                                                |                                                      |                                                       |                                                 |      |
| Канадський фокус                      | Дні мороку                                     | The Great Darkened Days                              | Максім Жиру                                           | Канада                                          | 2018 |
| Канадський фокус                      | Антологія міста-привида                        | Ghost Town Anthology                                 | Дені Коте                                             | Канада                                          | 2019 |
| Канадський фокус                      | Антропоцен                                     | Anthropocene                                         | Дженніфер Бейчвол, Едвард Буртинскі, Ніколя де Пенсьє | Канада                                          | 2018 |
| Канадський фокус                      | Маленькі велетні                               | Giant Little Ones                                    | Кіт Берман                                            | Канада                                          | 2018 |
| Канадський фокус                      | Вибухові дівчата                               | Firecrackers                                         | Джасмін Мозаффарі                                     | Канада                                          | 2018 |
| Канадський фокус                      | Мої тата, мої мами і я                         | My Dads, My Moms, and Me                             | Юлія Іванова                                          | Канада                                          | 2019 |
| Довгі ночі короткого метру: Німеччина |                                                |                                                      |                                                       |                                                 |      |
| Довгі ночі короткого метру: Франція   |                                                |                                                      |                                                       |                                                 |      |
| FORMA (програма альтернативного кіно) |                                                |                                                      |                                                       |                                                 |      |
| Нічні покази                          |                                                |                                                      |                                                       |                                                 |      |
| Ретроспективна програма «Століття»    |                                                |                                                      |                                                       |                                                 |      |

## Boat Meeting
Наступні продюсери та проекти були запрошені до пітчингу художніх фільмів Boat Meeting, який щорічно проходить у рамках фестивалю:
| Фільм                 | Назва англійською               | Продюсер(и)                   | Режисер(и)                               | Країна(-и) |
| --------------------- | ------------------------------- | ----------------------------- | ---------------------------------------- | ---------- |
| Шлях до задоволення   | Way to content                  | Лю Жінбо                      | Йіда Ванґ                                | КНР        |
| Із зав'язаними очима  | Із зав'язаними очима            | Валерія Сочивець              | Тарас Дронь                              | Україна    |
| Жовта краватка        | The Yellow Tie                  | Анамарія Анточі               | Серж Йоан Челебідакі                     | Румунія    |
| Віддушина             | Віддушина                       | Олег Щербина, Юлія Чернявська | Марія Старожицька, Анастасія Старожицька | Україна    |
| 9-й крок              | 9th Step                        | Лукас Трімоніс                | Ірма Пузаускайте                         | Литва      |
| Кого ти більше любиш? | Who do you love the most, baby? | Наталія Лібет                 | Тоня Ноябрьова                           | Україна    |
| Попіл та сніг         | Ashes and Snow                  | Дивеке Бйорклі Ґравер         | Йонас Матцов Ґульбрандсен                | Норвегія   |
| Спас                  | Спас                            | Єлизавета Сміт                | Максим Наконечний                        | Україна    |
| Не моя країна         | No Land for Me                  | Йіфат Престельнік             | Рам Нехарі                               | Ізраїль    |

## Нагороди
Нагороди були розподілені таким чином:

### Офіційні нагороди
Гран-прі
- Гран-прі «Скіфський олень» — «Дикий», реж. Камій Відаль-Наке,  Франція

Повнометражний конкурс
- Найкращий повнометражний фільм — «Колібрі», реж. Кім Бо-Ра,  Південна Корея
- Спеціальні відзнаки:
  - «Наступного дня як мене не стане», реж. Німрод Ельдар,  Ізраїль/ Франція
  - «Сусіди», ред. Ґіґіша Абашидзе,  Грузія

Короткометражний конкурс
- Найкращий короткометражний фільм — «Безумовна любов», реж. Рафаль Лисак,  Польща
- Спеціальна відзнака конкурсу:
  - «Люсія на роздоріжжі», реж. Валентіна Морель,  Бельгія/ Франція
  - «Холодна літня ніч», реж. Яш Савант,  Індія

Студентський конкурс
- Найкращий фільм — «Як запустити повітряного змія?», реж. Лоранда Ґабор,  Румунія
- Спеціальна відзнака студентського конкурсу:
  - «Літо електричного лева», реж. Дієґо Сепеде,  Чилі
  - «Сестри Хараріху», реж. Хорхе Кадена,  Швейцарія

Національний конкурс
- Найкращий фільм національного конкурсу — «В радості, і тільки в радості», реж. Марина Рощина,  Україна
- Спеціальні відзнаки журі національного конкурсу:
  - «Кохання», реж. Микита Лиськов,  Україна
  - «Колір фасаду — синій», реж. Олексій Радинський,  Україна

«Molodist Teen Screen»
- Нагорода Molodist Teen Screen «Занадто далеко», реж. Сара Вінкенштетте,  Німеччина
- Спеціальна відзнака за операторську роботу — «Моє незвичайне літо з Тесс», реж. Стівен Вауторлоод,  Нідерланди/ Німеччина
- Спеціальна відзнака за актуальність — «Бінті», реж. Фредеріке Міґом,  Бельгія/ Нідерланди

«Сонячний зайчик»
- Найкращий ЛГБТК-фільм — «Блондин», реж. Марко Бергер,  Аргентина
- Спеціальна відзнака журі — «Дикий», реж. Камій Відаль-Наке,  Франція

Почесні нагороди
- «Скіфський олень» — за внесок у світове кіномистецтво — Пітер Гріневей

### Незалежні нагороди
- Приз ФІПРЕССІ:
  - Найкращий повнометражний фільм «Колібрі», реж. Кім Бо-Ра,  Південна Корея
- Приз глядацьких симпатій — «Безумовна любов», реж. Рафаль Лисак,  Польща
- Приз екуменічного журі:
  - Найкращий повнометражний фільм — «Руйнівниця системи», реж. Нора Фіншайт,  Німеччина
  - Найкращий короткометражний фільм — «Безумовна любов», реж. Рафаль Лисак,  Польща
  - Найкращий фільм «Molodist Teen Screen» — «Прованс», реж. Като де Бук,  Бельгія